# Пульс (фільм, 2006)
«Пульс» (англ. Pulse) — американський фантастичний фільм жаху 2006 р., рімейк японського фільму Каїрі. Сценаристи — Вес Крейвен і Рей Райт, режисер — Джим Сонзеро. У фільмі знімалися: Крістен Белл, Йєн Сомерхолдер, Крістіна Міліан і камео Бред Дуріф.
Прем'єра фільму відбулася 11 серпня 2006 р. У 2008 р. direct-to-video вийшли друга і третя частини під назвами Пульс 2: Після життя і Пульс 3: Вторгнення відповідно.

## Сюжет
Коли Джош Окмен входить у темну університетську бібліотеку, щоб зустріти свого колегу Дугласа Зіглера, він піддається нападу гуманоїдного духу, який висмоктує життєву силу з нього. Кілька днів потому подруга Джоша, Метті Веббер, відвідує його квартиру, бачачи докази того, що вона не була добре зачиненою. Джош каже Метті чекати на кухні. Під час очікування вона знаходить улюблену кішку Джоша, замкнену у шафі, що вмирає від недоїдання. Але коли вона кидається, щоб сказати хлопцю про свою знахідку, Метті бачить, що той вчинив самогубство, повісившись за допомогою кабелю Ethernet.
Метті та її друзі починають отримувати повідомлення онлайн від Джоша, який просить про допомогу, але припускають, що комп'ютер Джоша і раніше був на це запрограмований, і що вірус створює ці самі повідомлення. З комп'ютера Метті дізнається, що Джош був проданий Дексу Маккарті, який знаходить там ряд дивних відео. 
У місті зростає кількість самогубств. Влада міста називають це низкою збігів. Людей на вулицях стає все менше і менше. На очах у Метті двоє людей намагалися покінчити життя самогубством. Дівчину починає переслідувати видіння: дивний напівголий лисий чоловік з темними очима.
Тім вирушає до Стоуна та стає свідком його смерті. Побачене вводить його в паніку, він клеїть кімнату червоною стрічкою, однак на дверне вічко її не вистачило. У сумніві Тім дивиться туди, не бачить нічого незвичайного, проте через секунду привид атакує його.
З'ясовується, що існує вірус, здатний знищити привидів. Проникнувши в комп'ютерний центр Метті атакована примарою зі своїх видінь. 
Попри вмовляння Метті про безглуздість Декстер вирішує спробувати використати вірус. Він заражає систему, та вимикається. Однак перезавантаження вже під управлінням привидів. Зрозумівши безглуздість своїх дій, герої на пікапі залишають місто, прямуючи в одну з «мертвих» зон зв'язку. Місто повністю вимирає: відтепер його основне населення — це привиди і люди без душі.

## Ролі
- Крістен Белл — Метті Веббер
- Йєн Сомерхолдер — Декстер «Декс» Маккарті
- Крістіна Міліан — Ізабель «Іззі» Фуентес
- Рік Гонсалес — Стоун
- Джонатан Такер — Джош
- Октавія Спенсер — хазяйка квартири